# Grens
Grens est une commune suisse du canton de Vaud, située dans le district de Nyon.

## Population

### Surnom
Les habitants de la commune sont surnommés les Bots (les Crapauds en patois vaudois).

## Livres
- Grens - Monographie, Bory, Thomas et Würsch, Éditions Cabédita

## Personnalités liées
- Maxime Giry, wakeskateur y est né.